# Warschauschild

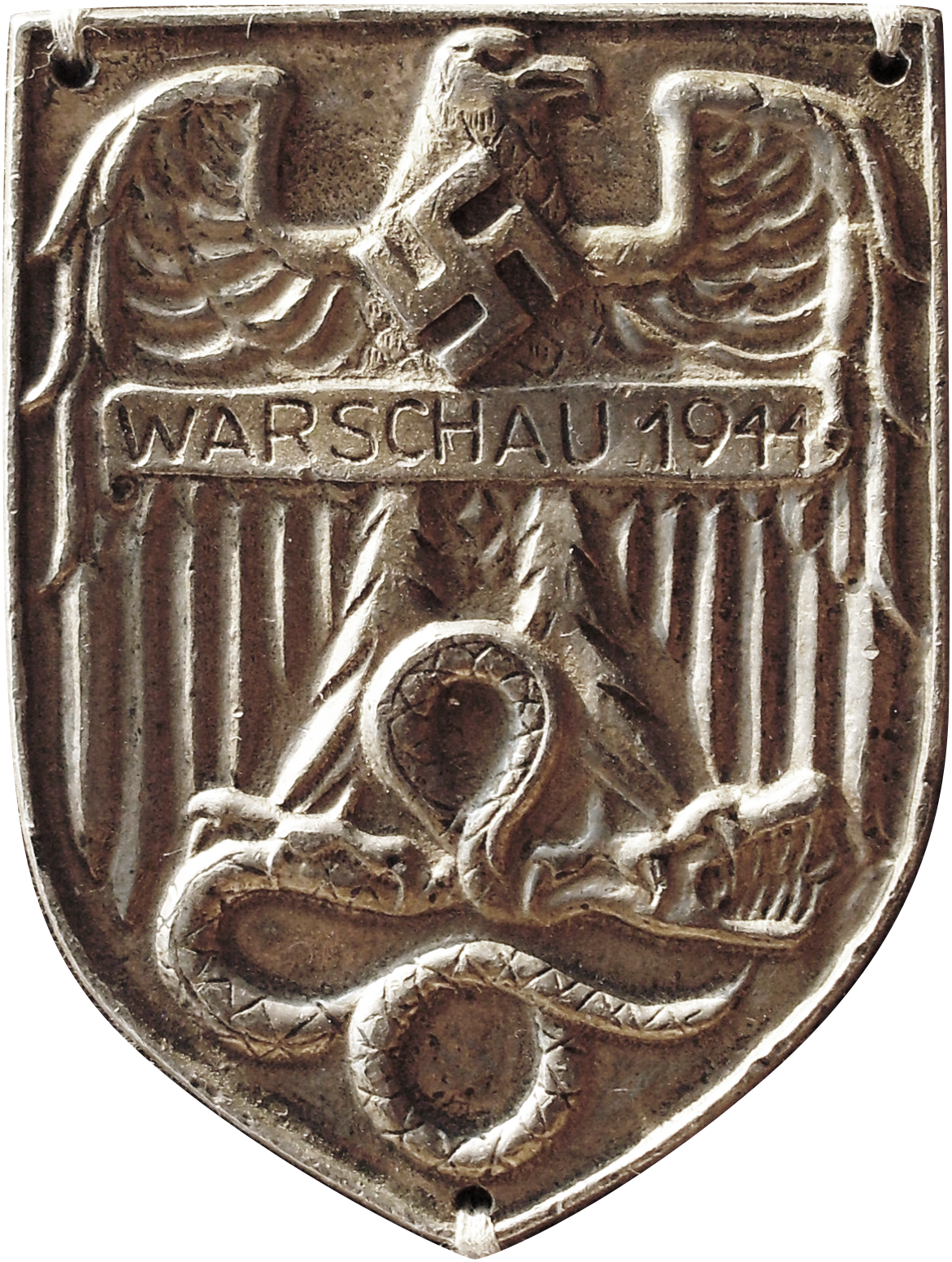
Der Warschauschild (Replik nach der Entwurfsfassung)

Der Warschauschild (auch Ärmelschild Warschau) war ein geplantes Kampfabzeichen der deutschen Wehrmacht aus der Zeit des Zweiten Weltkrieges, wurde jedoch nicht mehr verliehen.

## Hintergrund zur Schaffung dieser Auszeichnung
Der Ärmelschild wurde am 10. Dezember 1944 von Adolf Hitler gestiftet und sollte an Teilnehmer bei der Niederschlagung des Warschauer Aufstands (1. August 1944 bis 2. Oktober 1944) verliehen werden. Dies betraf auch ausländische Freiwillige, die an den Kriegsverbrechen in den Verbänden der Wehrmacht und der Waffen-SS beteiligt waren.
Die Stiftung wurde im Reichsgesetzblatt am 9. Januar 1945 bekanntgegeben. Die Verleihungsvorschläge sollten erstmals zum 15. Februar 1945 vorgelegt und bis zum 31. Mai 1945 angenommen werden. Die Verleihung selbst sollte bis zum 1. September 1945 erfolgen. Aufgrund der Kriegsentwicklung wurden jedoch keine Schilde mehr vergeben. Die dafür vorgesehene Prägeplatte wurde nach zwei Musterprägungen durch einen Bombenangriff zerstört. Verleihungsurkunden bzw. Besitzurkunden wurden zwar noch vorbereitet, aber nicht mehr unterschrieben.

## Verleihungsvoraussetzungen
| Verleihungsvoraussetzungen waren für das Heer: - sieben Tage Kampfeinsatz oder - Erwerb einer Tapferkeitsauszeichnung bei den Kämpfen oder - Verwundung oder - ununterbrochener Aufenthalt von 28 Tagen im Kampfgebiet |  | Verleihungsvoraussetzungen für die Luftwaffe waren: - 10 Einsatztage oder - Erwerb einer Tapferkeitsauszeichnung bei den Kämpfen oder - Verwundung oder - mindestens 20 Einsatzflüge |
Er sollte von SS-Obergruppenführer und General der Polizei Erich von dem Bach-Zelewski „im Namen des Führers“ verliehen werden.

## Entwurfsideen und Aussehen
Die Größe des Schildes, der auf dem linken Ärmel getragen werden sollte, sollte 50 × 62 mm betragen.